# マキバタヒバリ

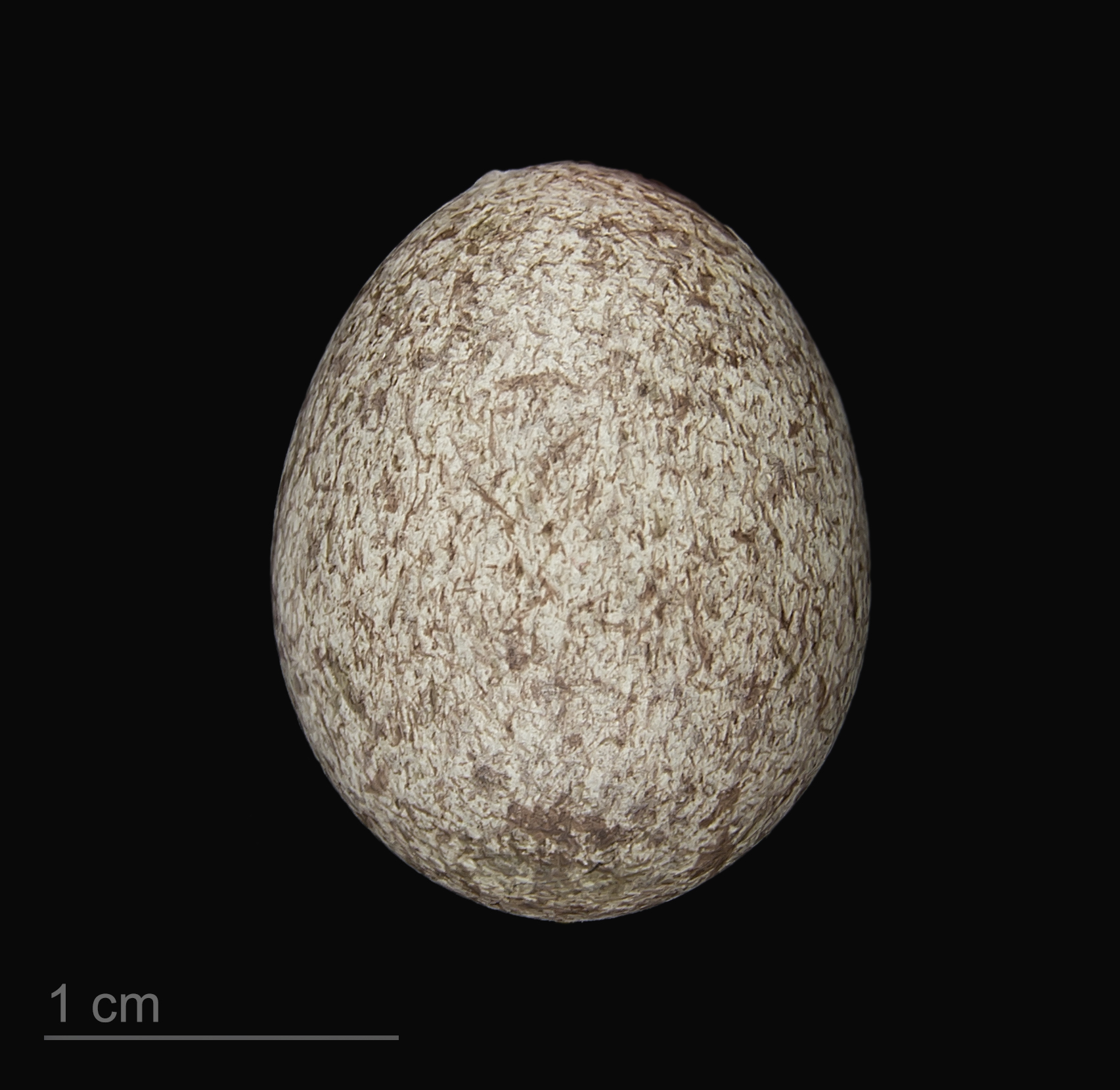
Anthus pratensis

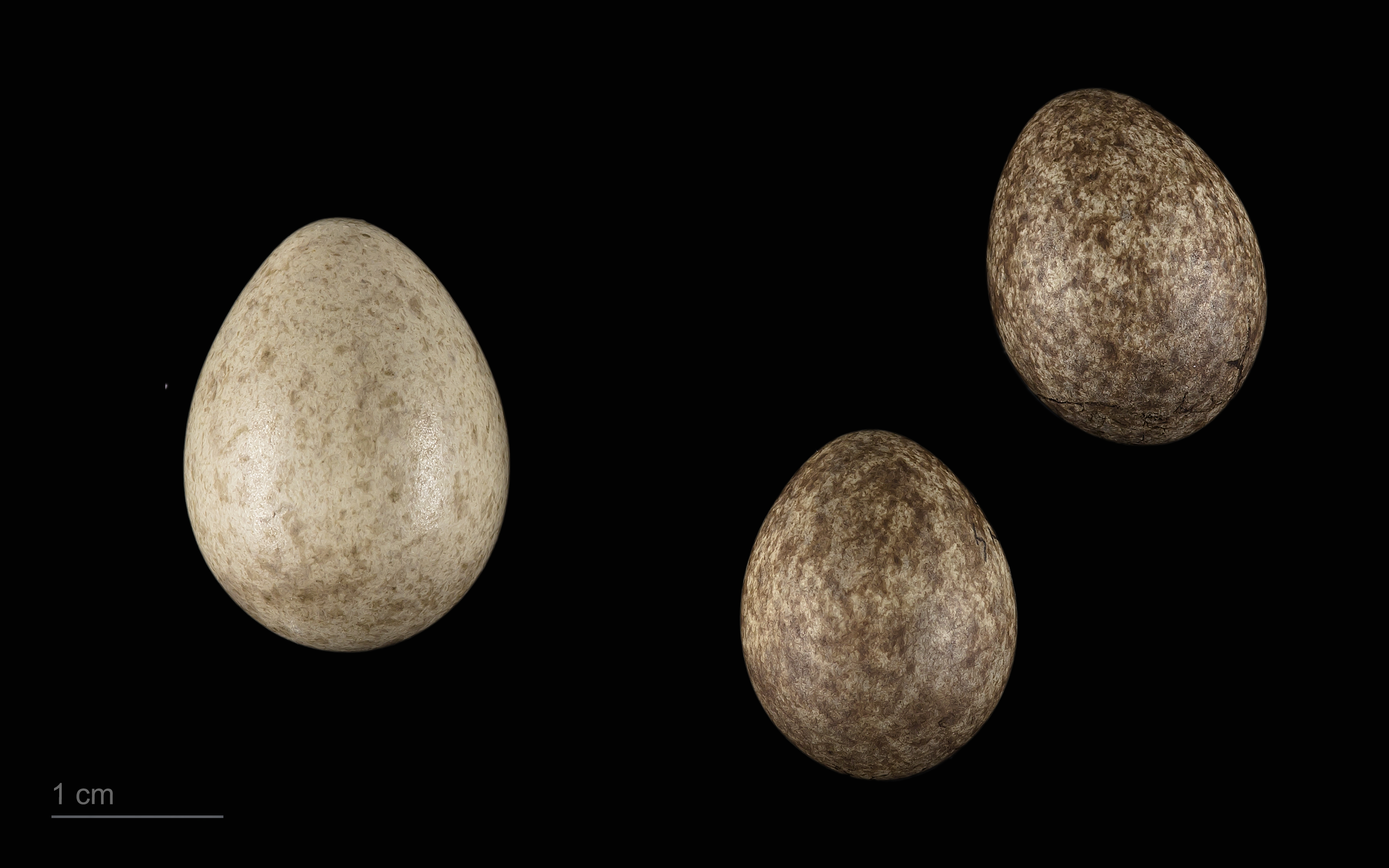
Cuculus canorus canorus + Anthus pratensis

マキバタヒバリ（牧場田雲雀、学名:Anthus pratensis）は、スズメ目セキレイ科に分類される鳥類の一種である。

## 分布
ヨーロッパ北部から西シベリア北部、アイルランド、アイスランド等で繁殖し、冬季はアフリカ北部からヨーロッパ南部、小アジア、中近東へ渡り越冬する。
日本では迷鳥として1997年に福岡県で記録され、その後沖縄県や、石川県舳倉島、奄美大島でも記録されている。

## 形態
体長約14cm。雌雄同色である。頭からの上面は緑褐色で、黒褐色の斑が各羽にある。眉斑は不明瞭で、ほとんど目立たない。喉から下尾筒までの体下面は淡褐色。
後趾の爪は黒く、直線的で長い。

## 生態
牧草地や草地、農耕地に生息する。
鳴き声は、「チュイッ」、「ピッ　ピッ」など。